# Резервний капітал
Резе́рвний капіта́л (англ. Capital Reserves) — частина власного акціонерного капіталу, який не належить ні до оплаченого акціонерного капіталу, ні до нерозподіленого прибутку і включає такі статті, як
1. додаткові суми (поверх номіналу), одержані за знову видані акції;
2. залишок, що виник в результаті підвищення вартості акції
3. суми, які виникли в результаті переводу нерозподіленого прибутку в капітал внаслідок виплати дивідендів не готівкою, а акціями.